# Altneckar (Wieblingen)
De Altneckar aan de Heidelbergse deelgemeente Wieblingen is een zowat vijf kilometer lange afgesneden meander op Neckar.
De Altneckar ontstond toen in de twintiger jaren van de twintigste eeuw de sluis van Wieblingen gebouwd werd om de scheepvaart op de Neckar te bevorderen. In het midden van de Altneckar ligt de grens tussen de deelgemeenten Bergheim en Wieblingen op de zuidwestoever en Neuenheim, Handschuhsheim en Dossenheim op de noordoostoever.
Aan de Altneckar liggen de natuurgebieden Unterer Neckar: Altneckar Heidelberg-Wieblingen en Unterer Neckar: Altneckar Wörth-Weidenstücker.

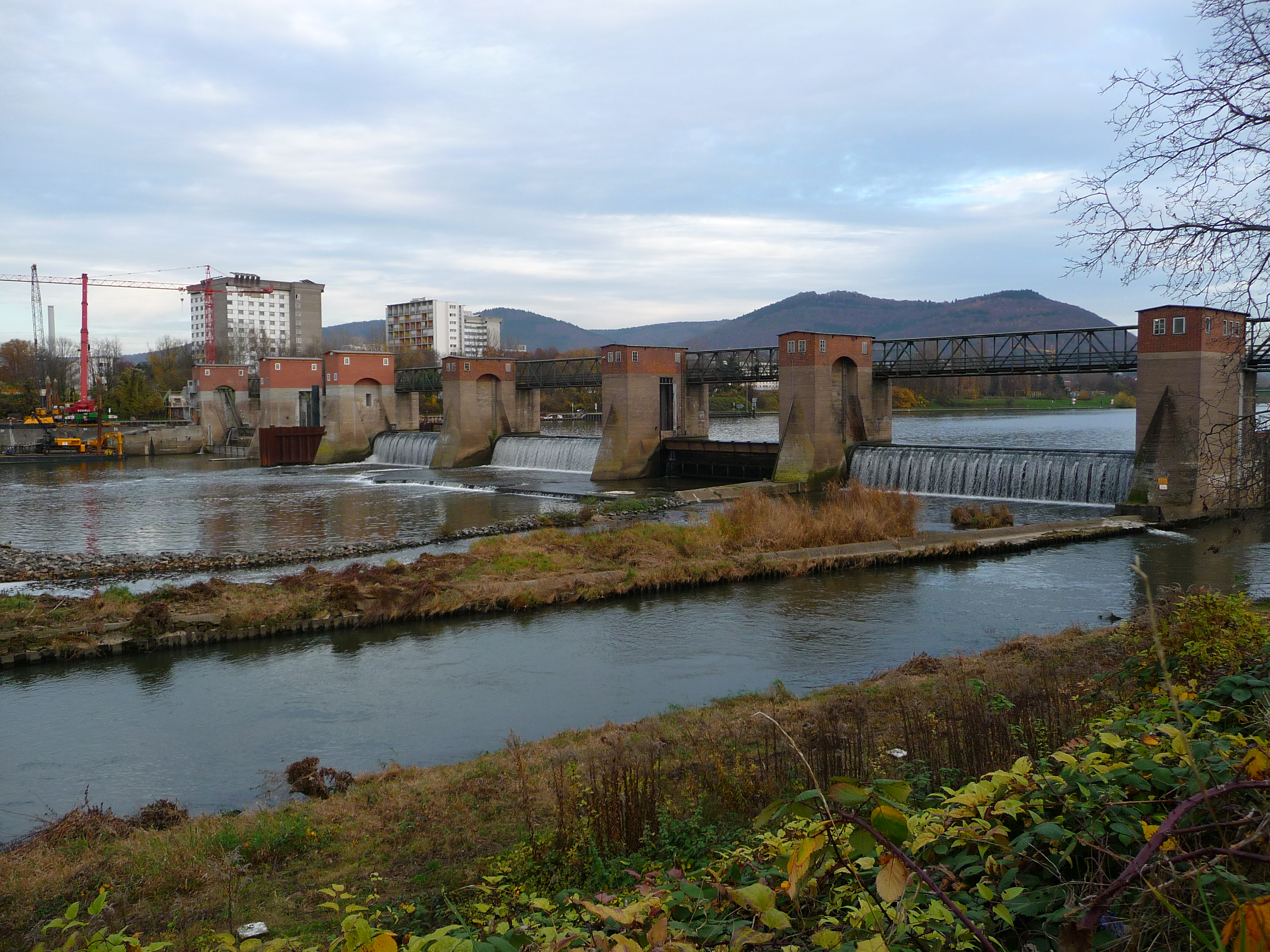
Begin in Wieblingen
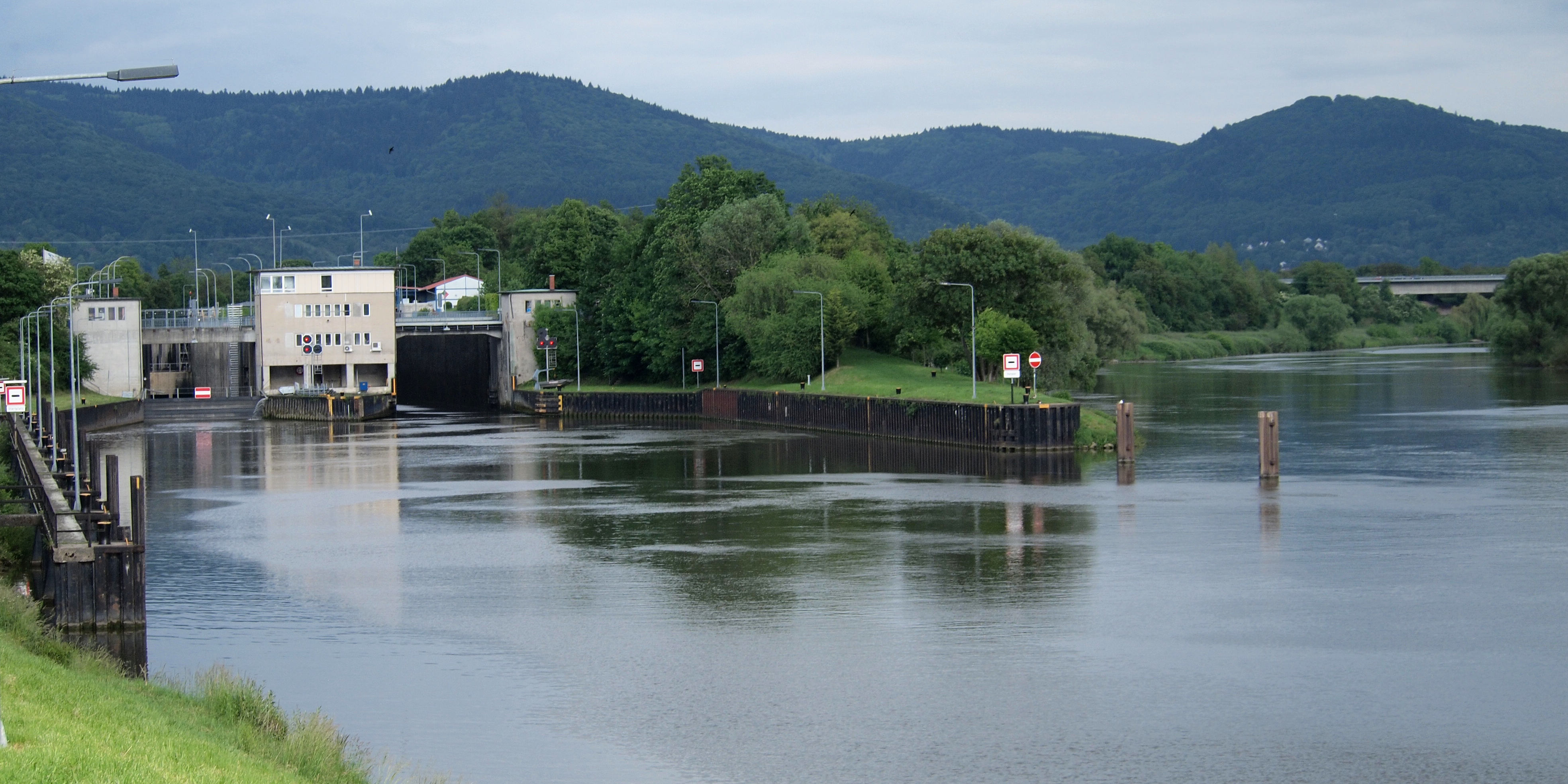
Het einde in Schwabenheim